# Ago Markvardt
Ago Markvardt (nacido el 11 de agosto de 1969 en Elva) es un deportista  estonio retirado que compitió en combinada nórdica entre los años 1989 y 1998. Participó en tres ediciones de los Juegos olímpicos logrando sus mejores resultados  en los Juegos Ólimpicos de Lillehammer en 1994 donde finalizó 5.º en los 15 km individual y cuarto en los 3x10 km por equipos.
En el Campeonato del Mundo de 1997 finalizó 4.º en los 15 km. Mientras que fue 8.º en la general de las Copas del mundo de 1994 y 1997. En 1994 fue elegido como deportista estonio del año.